# Умнов, Герман Александрович
Герман Александрович Умнов (10 декабря 1937, Иваново — 26 мая 2016) — шахматный композитор, мастер спорта СССР по шахматной композиции, чемпион СССР в командном первенстве (1977/1978), призёр личного первенства СССР (1989), судья командного чемпионата СССР (1990/1992).

## Спортивные достижения
Многократный чемпион РСФСР по шахматной композиции. Автор более сотни шахматных композиций, которые завоевали призы на международных и всесоюзных конкурсах.
Многолетний председатель Всероссийской комиссии по шахматной композиции. Воспитал сотни российских шахматных композиторов (очно и заочно).
Судья Республиканской категории по шахматной композиции. Ряд его композиций составлен совместно с П. Арестовым, В. Копаевым, А. Лобусовым.

## Этюды
|   | a                                                                     | b                                                                     | c                                                                     | d                                                                     | e                                                                     | f                                                                     | g                                                                     | h                                                                     |   |
| - | --------------------------------------------------------------------- | --------------------------------------------------------------------- | --------------------------------------------------------------------- | --------------------------------------------------------------------- | --------------------------------------------------------------------- | --------------------------------------------------------------------- | --------------------------------------------------------------------- | --------------------------------------------------------------------- | - |
| 8 | a6 белый король · a5 белая пешка · b5 чёрная пешка · b4 чёрный король | a6 белый король · a5 белая пешка · b5 чёрная пешка · b4 чёрный король | a6 белый король · a5 белая пешка · b5 чёрная пешка · b4 чёрный король | a6 белый король · a5 белая пешка · b5 чёрная пешка · b4 чёрный король | a6 белый король · a5 белая пешка · b5 чёрная пешка · b4 чёрный король | a6 белый король · a5 белая пешка · b5 чёрная пешка · b4 чёрный король | a6 белый король · a5 белая пешка · b5 чёрная пешка · b4 чёрный король | a6 белый король · a5 белая пешка · b5 чёрная пешка · b4 чёрный король | 8 |
| 7 | a6 белый король · a5 белая пешка · b5 чёрная пешка · b4 чёрный король | a6 белый король · a5 белая пешка · b5 чёрная пешка · b4 чёрный король | a6 белый король · a5 белая пешка · b5 чёрная пешка · b4 чёрный король | a6 белый король · a5 белая пешка · b5 чёрная пешка · b4 чёрный король | a6 белый король · a5 белая пешка · b5 чёрная пешка · b4 чёрный король | a6 белый король · a5 белая пешка · b5 чёрная пешка · b4 чёрный король | a6 белый король · a5 белая пешка · b5 чёрная пешка · b4 чёрный король | a6 белый король · a5 белая пешка · b5 чёрная пешка · b4 чёрный король | 7 |
| 6 | a6 белый король · a5 белая пешка · b5 чёрная пешка · b4 чёрный король | a6 белый король · a5 белая пешка · b5 чёрная пешка · b4 чёрный король | a6 белый король · a5 белая пешка · b5 чёрная пешка · b4 чёрный король | a6 белый король · a5 белая пешка · b5 чёрная пешка · b4 чёрный король | a6 белый король · a5 белая пешка · b5 чёрная пешка · b4 чёрный король | a6 белый король · a5 белая пешка · b5 чёрная пешка · b4 чёрный король | a6 белый король · a5 белая пешка · b5 чёрная пешка · b4 чёрный король | a6 белый король · a5 белая пешка · b5 чёрная пешка · b4 чёрный король | 6 |
| 5 | a6 белый король · a5 белая пешка · b5 чёрная пешка · b4 чёрный король | a6 белый король · a5 белая пешка · b5 чёрная пешка · b4 чёрный король | a6 белый король · a5 белая пешка · b5 чёрная пешка · b4 чёрный король | a6 белый король · a5 белая пешка · b5 чёрная пешка · b4 чёрный король | a6 белый король · a5 белая пешка · b5 чёрная пешка · b4 чёрный король | a6 белый король · a5 белая пешка · b5 чёрная пешка · b4 чёрный король | a6 белый король · a5 белая пешка · b5 чёрная пешка · b4 чёрный король | a6 белый король · a5 белая пешка · b5 чёрная пешка · b4 чёрный король | 5 |
| 4 | a6 белый король · a5 белая пешка · b5 чёрная пешка · b4 чёрный король | a6 белый король · a5 белая пешка · b5 чёрная пешка · b4 чёрный король | a6 белый король · a5 белая пешка · b5 чёрная пешка · b4 чёрный король | a6 белый король · a5 белая пешка · b5 чёрная пешка · b4 чёрный король | a6 белый король · a5 белая пешка · b5 чёрная пешка · b4 чёрный король | a6 белый король · a5 белая пешка · b5 чёрная пешка · b4 чёрный король | a6 белый король · a5 белая пешка · b5 чёрная пешка · b4 чёрный король | a6 белый король · a5 белая пешка · b5 чёрная пешка · b4 чёрный король | 4 |
| 3 | a6 белый король · a5 белая пешка · b5 чёрная пешка · b4 чёрный король | a6 белый король · a5 белая пешка · b5 чёрная пешка · b4 чёрный король | a6 белый король · a5 белая пешка · b5 чёрная пешка · b4 чёрный король | a6 белый король · a5 белая пешка · b5 чёрная пешка · b4 чёрный король | a6 белый король · a5 белая пешка · b5 чёрная пешка · b4 чёрный король | a6 белый король · a5 белая пешка · b5 чёрная пешка · b4 чёрный король | a6 белый король · a5 белая пешка · b5 чёрная пешка · b4 чёрный король | a6 белый король · a5 белая пешка · b5 чёрная пешка · b4 чёрный король | 3 |
| 2 | a6 белый король · a5 белая пешка · b5 чёрная пешка · b4 чёрный король | a6 белый король · a5 белая пешка · b5 чёрная пешка · b4 чёрный король | a6 белый король · a5 белая пешка · b5 чёрная пешка · b4 чёрный король | a6 белый король · a5 белая пешка · b5 чёрная пешка · b4 чёрный король | a6 белый король · a5 белая пешка · b5 чёрная пешка · b4 чёрный король | a6 белый король · a5 белая пешка · b5 чёрная пешка · b4 чёрный король | a6 белый король · a5 белая пешка · b5 чёрная пешка · b4 чёрный король | a6 белый король · a5 белая пешка · b5 чёрная пешка · b4 чёрный король | 2 |
| 1 | a6 белый король · a5 белая пешка · b5 чёрная пешка · b4 чёрный король | a6 белый король · a5 белая пешка · b5 чёрная пешка · b4 чёрный король | a6 белый король · a5 белая пешка · b5 чёрная пешка · b4 чёрный король | a6 белый король · a5 белая пешка · b5 чёрная пешка · b4 чёрный король | a6 белый король · a5 белая пешка · b5 чёрная пешка · b4 чёрный король | a6 белый король · a5 белая пешка · b5 чёрная пешка · b4 чёрный король | a6 белый король · a5 белая пешка · b5 чёрная пешка · b4 чёрный король | a6 белый король · a5 белая пешка · b5 чёрная пешка · b4 чёрный король | 1 |
|   | a                                                                     | b                                                                     | c                                                                     | d                                                                     | e                                                                     | f                                                                     | g                                                                     | h                                                                     |   |

Следующий этюд Умнова имеет теоретическое значение.

1... Kpc5 2.Kpb7 b4

3.a6 b3 4.a7 b2 

5.a8Ф (пятый и шестой ходы белых можно переставить)

5...b1Ф+ 6.Kpc8

Хотя чёрный король находится в выигрышной зоне, чёрные не могут выиграть позицию с ферзём на b1 (или на b4) — невозможно попадание ферзя на седьмой ряд с шахом. После 6.Kpc7? Фh7+ 7.Kpc8 Фg8+ 8.Kpb7 Фf7+ 9.Kpa6 Фe6+ 10.Kpb7 Фd7+ ферзь на ключевом поле и чёрные выигрывают — 11.Kpb8 Kpb6!

6...Фf5+ 7.Kpb8! Фe5+ 

8.Kpa7! Фa1+ 9. Kpb8! Фh8+ 

10. Kpa7! Ничья 